# Fabio Venturini
Fabio Venturini (Frascati, 18 aprile 1977) è un ex nuotatore italiano.

## Carriera
È stato soprattutto un fondista di livello internazionale, con qualche "incursione" in vasca nella distanza dei 1500 m. Ha fatto parte della nazionale italiana di nuoto dal 1997, anno in cui è arrivato quinto nei 5 km agli europei di Siviglia. Ha partecipato nel gennaio del 1998 ai campionati mondiali di Perth nella 5 km arrivando sesto, ma assieme a Luca Baldini e Valeria Casprini ha vinto la medagliadi bronzo nella classifica combinata dei 5 km a squadre. In estate ha vinto il suo solo titolo italiano nei 1500 m stile libero. Nel 1999 e nel 2000 è stato campione italiano dei 5000 m in vasca ai primaverili.
Agli europei di Helsinki dell'estate 2000 è stato battuto da Baldini nello sprint per la medaglia d'oro nella gara dei 5 km. nel successivo autunno Baldini lo ha superato ancora nel finale della stessa gara ai primi campionati mondiali di fondo a Honolulu, relegandolo al quarto posto individuale ma contribuendo a vincere grazie ai piazzamenti suoi, di Baldini e di Viola Valli la medaglia d'oro nella gara a squadre. L'anno dopo ha vinto la medaglia di bronzo nei 10 km individuali a Fukuoka  dopo che Samuele Pampana, arrivato terzo, è stato squalificato.
Nel 2002 ha partecipato in estate agli europei di Berlino e a settembre ai mondiali di fondo di Sharm el Sheikh, dove è arrivato ottavo nei 10 km individuali ed ha vinto la sua seconda medaglia d'oro mondiale nella classifica a squadre con Simone Ercoli e Viola Valli. Il 2004 lo ha visto convocato ai campionati europei di Madrid in primavera in cui è tornato a nuotare i 5 km arrivando primo, unico oro individuale in carriera agli europei. a fine autunno ai mondiali di Dubai è arrivato quarto nella classifica dei 5 km a squadre con Samuele Pampana e Alessia Paoloni.
Ha partecipato ai suoi ultimi mondiali nel 2005 a Montréal arrivando sesto nei 10 km e agli ultimi europei l'anno dopo a Budapest. Terminata l'attività di nuotatore, è entrato a far parte dello staff tecnico della nazionale italiana.

## Palmarès
| Campionati del mondo           | 5 km individuale | 10 km individuale | 5 km a squadre                       | 10 km a squadre                      |
| 1998 Perth Australia           | 6º 55'54"7       | ---               | Bronzo: 2h 52'41"6 frazione: 55'54"7 |                                      |
| 2001 Fukuoka Giappone          | ---              | Bronzo 2h 01'11   | ---                                  | ---                                  |
| 2005 Montréal Canada           | ---              | 6º 1h 47'09"7     | ---                                  | 8º - 5h 36'52"8 frazione: 1h 47'09"7 |
| Mondiali in acque libere       | 5 km individuale | 10 km individuale | 5 km a squadre                       | 10 km a squadre                      |
| 2000 Honolulu Stati Uniti      | 4º 59'22"17      | ---               | Oro: 3h 01'24"74 frazione: 59'22"17  | ---                                  |
| 2002 Sharm el Sheikh Egitto    | ---              | 8º 1h 49'49"0     | ---                                  | Oro: 5h 36'01" frazione: 1h 49'45"   |
| 2004 Dubai Emirati Arabi Uniti | 11º 57'52"8      | ---               | 4º - 2h 59'58"7 frazione: 57'52"8    | ---                                  |
| Campionati europei             | 5 km individuale | 10 km individuale | ---                                  | ---                                  |
| 1997 Siviglia Spagna           | 5º 56'22"0       | ---               | ---                                  | ---                                  |
| 2000 Helsinki Finlandia        | Argento 55'16"4  | ---               | ---                                  | ---                                  |
| 2002 Berlino Germania          | ---              | 5º 1h 56'34"2     | ---                                  | ---                                  |
| 2004 Madrid Spagna             | Oro 51'41"4      | ---               | ---                                  | ---                                  |
| 2006 Budapest Ungheria         | ---              | 15º 1h 59'02"5    | ---                                  |                                      |

### Campionati italiani
3 titoli individuali, così ripartiti:
- 1 nei 1500 m stile libero
- 2 nei 5000 m stile libero
- nd = non disputati

| Anno | Edizione    | st.libero 1500 m | st.libero 5000 m |
| ---- | ----------- | ---------------- | ---------------- |
| 1997 | Primaverili | -                | 2                |
| 1997 | Estivi      | 3                | nd               |
| 1998 | Primaverili | 3                | 2                |
| 1998 | Estivi      | 1                | nd               |
| 1999 | Primaverili | 2                | 1                |
| 2000 | Primaverili | 3                | 1                |
| 2001 | Invernali   | 3                | nd               |
| 2002 | Primaverili | -                | 3                |
| 2003 | Primaverili | 3                | -                |
| 2004 | Primaverili | -                | 2                |
| 2005 | Primaverili | -                | 3                |
| 2005 | Invernali   | -                | 3                |
| 2006 | Primaverili | -                | 3                |

edizioni in acque libere
| Anno | Edizione | fondo 5 km | fondo 10 km |
| ---- | -------- | ---------- | ----------- |
| 1998 | Fondo    | 2          | -           |
| 2002 | Fondo    | -          | 2           |
| 2003 | Fondo    | 2          | 3           |